# Škoda 109E
Škoda 109E Emil Zátopek (seria 380 ČD, seria 381 ŽSSK, BR102 DB Regio) – czeska lokomotywa elektryczna wyprodukowana w latach 2008–2011 przez Škoda Transportation dla kolei czeskich i słowackich oraz w 2016 roku dla niemieckiego DB Regio.
Prace nad elektrowozem typu 109E rozpoczęto w 2004 r. w związku z ogłoszeniem przez ČD przetargu na lokomotywy wielosystemowe. Projekt firmy Škoda został jedynym oferowanym, kiedy oferta firmy Siemens (lokomotywa EuroSprinter ES64U4) została odrzucona z powodów formalnych. Lokomotywę zaprezentowano w 2008. W latach 2008–2009 przeprowadzono jazdy próbne na torze doświadczalnym Velim.
W 2010 lokomotywa serii 380 rozpoczęła próbne jazdy ze składami towarowymi spółki ČD Cargo w Czechach. 

## Wersje
Obecnie istnieją cztery wersje lokomotywy: 109E0, 109E1, 190E2 i 190E3, które różnią się parametrami eksploatacyjnymi.

### 109E0
Oznaczenie dwóch pierwszych próbek (prototypów). Produkowana dla České dráhy, oznaczenie serii 380. Lokomotywy te zostały później oznaczone jako 380 001 i 380 002.

### 109E1
Produkowana dla České dráhy, oznaczenie serii 380 (od numeru 380 003).
Prędkość konstrukcyjna wynosi 200 km/h. Wyprodukowano 20 sztuk. 27 czerwca 2024 roku lokomotywa 380 004 podczas prowadzenia pociągu międzynarodowego EC 279 relacji Praga – Budapeszt zderzył się z autobusem na przejeździe kolejowym, w wyniku którego doszło do pożaru, który objął lokomotywę. W wyniku doznanych uszkodzeń podjęto decyzję o kasacji lokomotywy wcześniej przeznaczając ją na części zamienne do innych maszyn serii 380.

### 109E2
Jest to wersja dostarczona do słowackiego odbiorcy ZSSK, oznaczenie serii 381.
Od typu E1 różni się m.in. obniżoną prędkością maksymalną, ustaloną na 160 km/h oraz zastosowaniem systemu ETCS poziomu pierwszego.
Jest przystosowana do prowadzenia pociągów typu push-pull. Wyprodukowano 2 sztuki tego typu lokomotywy.

### 109E3
Wersja dla DB Regio. W przyjętym u operatora systemie nadano oznaczenie serii 102 ((niem. Baureihe 102, w skrócie BR 102). Ta wersja nie jest wielosystemowa (przeznaczona do pracy tylko przy napięciu 15 kV o częstotliwości 16,7 Hz). W czerwcu 2013 roku niemiecki przewoźnik z grupy DB, DB Regio, podpisał umowę na dostarczenie 6 składów pociągów pasażerskich push-pull. Każdy z pociągów składa się z 5 wagonów dwupiętrowych, wagonu sterowniczego oraz dedykowanej lokomotywy 109E.
Przewoźnik wymagał, by skład pociągu mógł poruszać się z maksymalną prędkością nie mniejszą niż 190 km/h.
DB Regio planuje użytkować zamówione składy na trasie Norymberga - Ingolstadt - Monachium.